# Eisfische
Die Eisfische (Bovichtidae) leben in kalten und gemäßigten Gewässern der südlichen Hemisphäre an der Grenze zum Südpolarmeer, in den Meeren um Neuseeland, das südliche Australien und das südliche Südamerika. Außerdem in Süßgewässern Südostaustraliens und Tasmaniens.

## Merkmale
Die Fische werden 9 bis 80 Zentimeter lang. Ihr Maul ist vorstreckbar, die Schnauze nicht sehr lang. Sie haben ein einzelnes Seitenlinienorgan. Die Fische haben zwei Rückenflossen, eine hart- und eine weichstrahlige. Pflugscharbein und Gaumenbein sind bezahnt.

## Arten
Von den elf Arten gehören acht zu der Gattung Bovichtus.

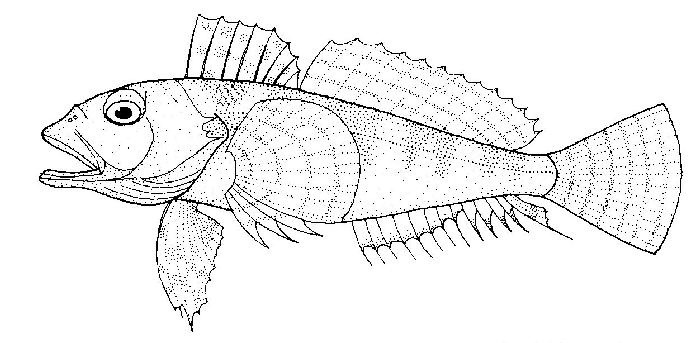
Bovichtus variegatus

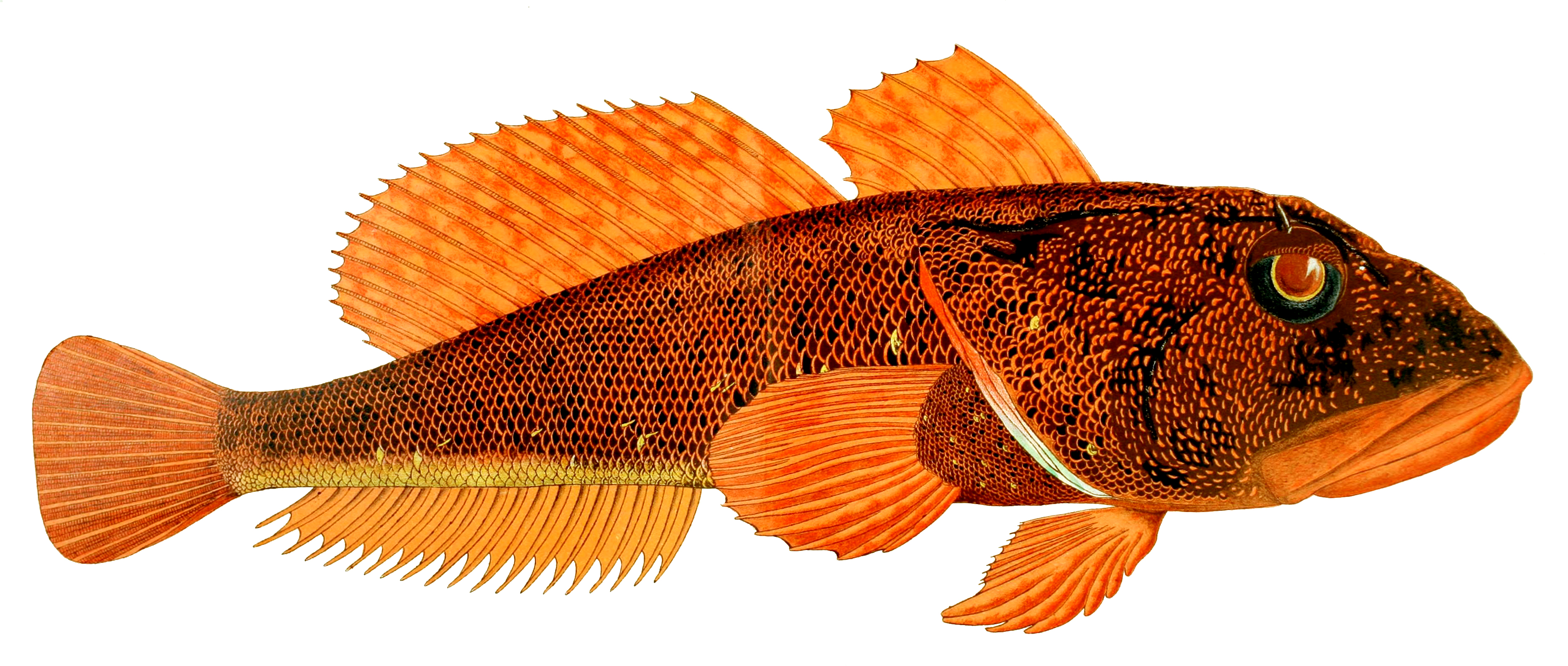
Cottoperca gobio

- Bovichtus Valenciennes in Cuvier & Valenciennes, 1832
  - Bovichtus angustifrons (Regan, 1913).
  - Bovichtus argentinus (MacDonagh, 1931).
  - Bovichtus chilensis (Regan, 1913).
  - Bovichtus diacanthus (Carmichael, 1819).
  - Bovichtus oculus Hardy 1989.
  - Bovichtus psychrolutes (Günther, 1860).
  - Bovichtus variegatus Richardson, 1846.
  - Bovichtus veneris (Sauvage, 1879).
- Cottoperca Steindachner, 1876
  - Cottoperca gobio (Günther, 1861).
  - Cottoperca trigloides (Forster 1801).
- Halaphritis Last, Balushkin & Hutchins, 2002
  - Halaphritis platycephala Last, Balushkin & Hutchins, 2002.